# Gare d'Ilseng
La gare d'Ilseng est une station de la ligne de Røros. Elle se situe dans le village d'Ilseng, entre Hamar et Stange. La gare est aujourd'hui devenue une halte ferroviaire qui est située à 135,33 km de la gare d'Oslo. 

## Histoire

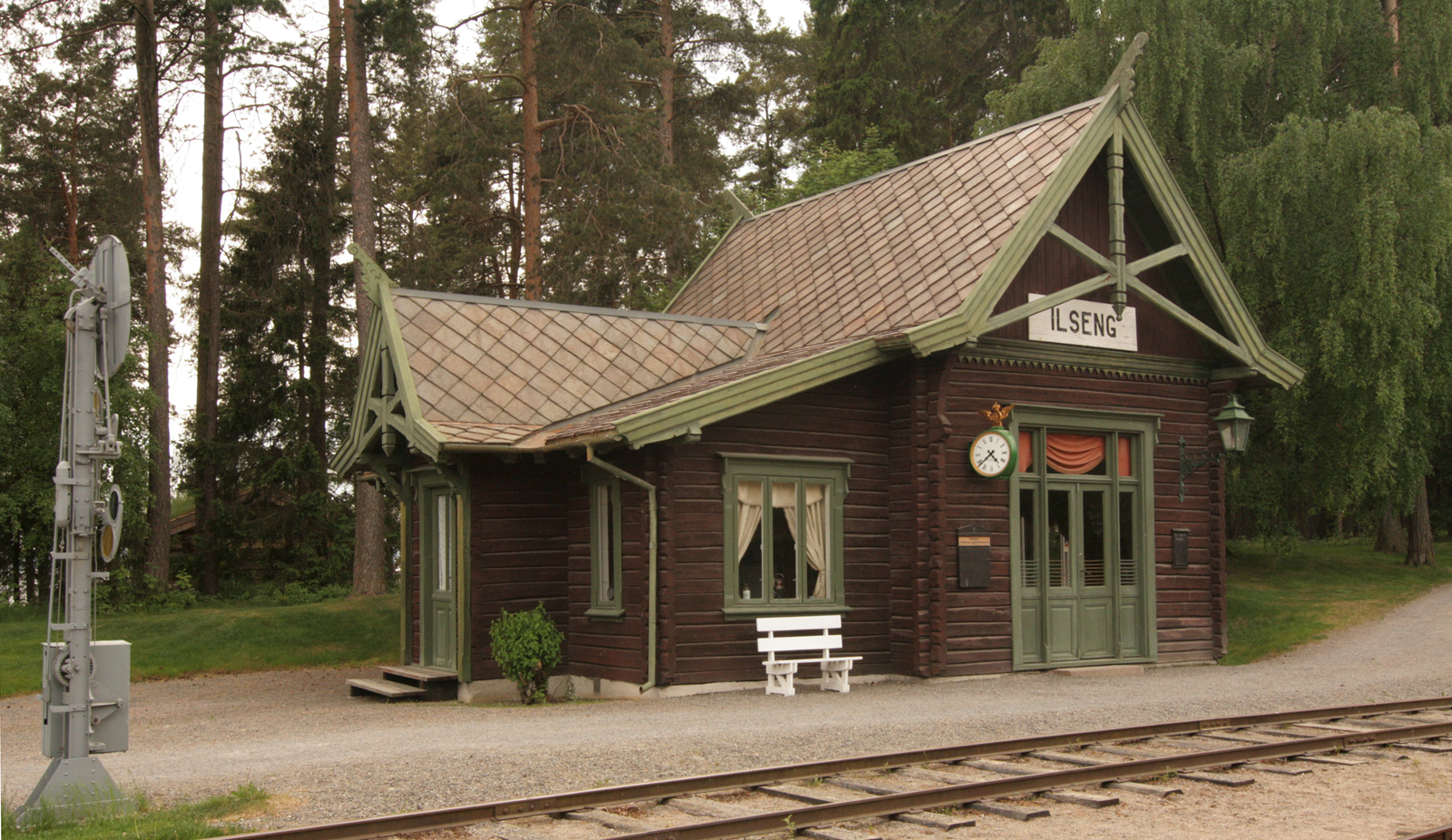
L'ancienne gare d'Ilseng qui se trouve au Musée national des chemins de fer norvégiens à Hamar.